# Néchin
Néchin, anciennement appelée Ennechin et Ennechin-la-Royère, est une section de la commune belge d'Estaimpuis, située en Wallonie picarde et en Flandre romane dans la province de Hainaut.
C'était une commune à part entière avant la fusion des communes de 1977.

## Étymologie
Néchin signifie « nouveau domaine ».

## Géographie
Néchin est délimité à l’ouest par la frontière française.

### Hameaux et dépendances[5]
Gongonne, Rouge-Pignon, Station, Sault, Petit-Tourcoing, Gibraltar, Bucquoy, Lobelrue, Lez-Rue, La Royère, Orchies, La Festingue.

## Évolution démographique
- Sources : INS, Rem. : 1831 jusqu'en 1970 = recensements, 1976 = nombre d'habitants au 31 décembre.

## Histoire
Lors de la Seconde Guerre mondiale, les soldats allemands furent chassés par les Américains à la rue de l'Institut.

### Seigneurs de la Royère
Sur le territoire de Néchin, il existait une seigneurie dite de la Royère, portant donc le même nom que le château de la Royère (voir ci-dessous). À la fin des XVIIe – XVIIIe siècles, les dits seigneurs n'habitent pas le château.
- Louis de Lannoy, fils de Robert de Lannoy, bourgeois de Lille, et de Marie Van der Dame ou Van Dame, est seigneur de la Royère, bourgeois de Lille le 5 juin 1680. Il meurt à Lille le 14 février 1697. Il épouse Catherine Bruyninckx, fille de Jean et de Catherine Vranx[6].
- Joseph de Lannoy (1689-1784), fils de Louis de Lannoy, est écuyer (donc noble) et seigneur de la Royère. Il nait le 8 mars 1689, est bourgeois de Lille le 18 décembre 1731, nommé conseiller secrétaire du roi en la chancellerie près du Parlement de Flandres le 7 juin 1739. il meurt à Lille le 24 avril 1784, à 95 ans. il épouse à La Madeleine Marie Anne Van Zeller, fille de Théodore, écuyer, et d'Anna Florence de Lannoy. Elle nait à Lille le 19 janvier 1694 et meurt le 29 janvier 1781, à 87 ans[6].

## Héraldique
|  | Blasonnement : Parti ; au 1 : de gueules aux 9 macles d'or accolés et aboutés ; au 2 : d'hermine. - Arrêté royal : 1er juin 1966 Source du blasonnement : Blason de Néchin sur le site Heraldry-wiki.com |

## Patrimoine et culture

### Patrimoine architectural

#### L'église Saint-Amand
L'église, reconstruite après la guerre 1914-1918, a été consacrée le 29 avril 1923 par Mgr Gaston-Antoine Rasneur, évêque de Tournai.
De l'ancienne église, détruite par faits de guerre le 18 octobre 1918, subsistent :
- le portail sculpté du XIIIe siècle ;
- la chaire de vérité et la table de communion datés de 1866.

#### Le château de la Royère

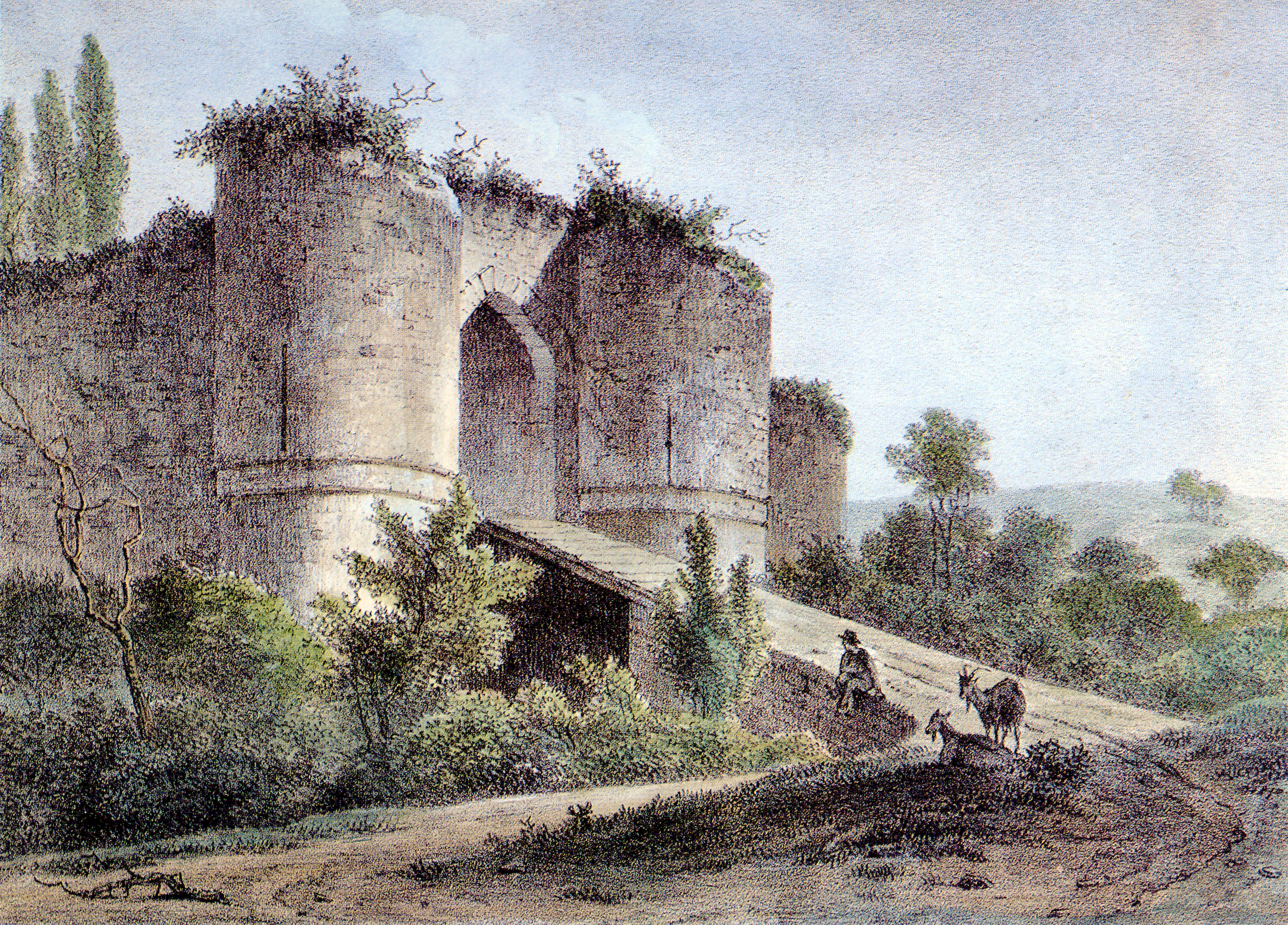
Le château de la Royère.

## Galerie

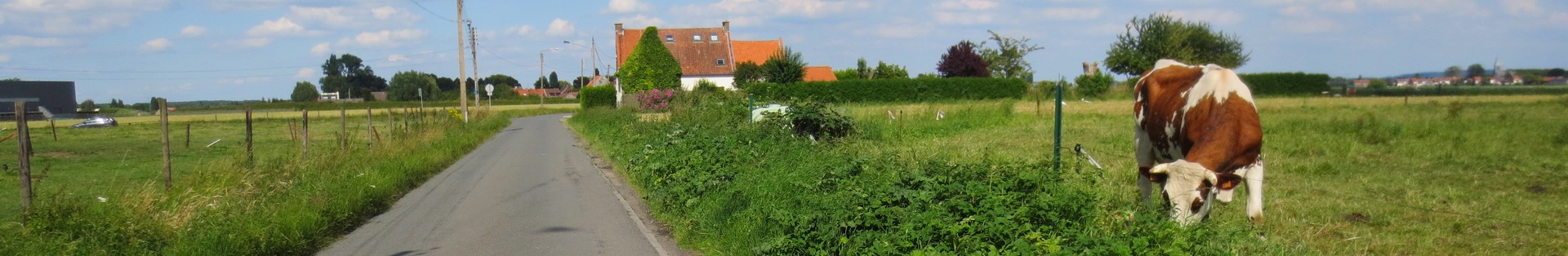
Vue panoramique.
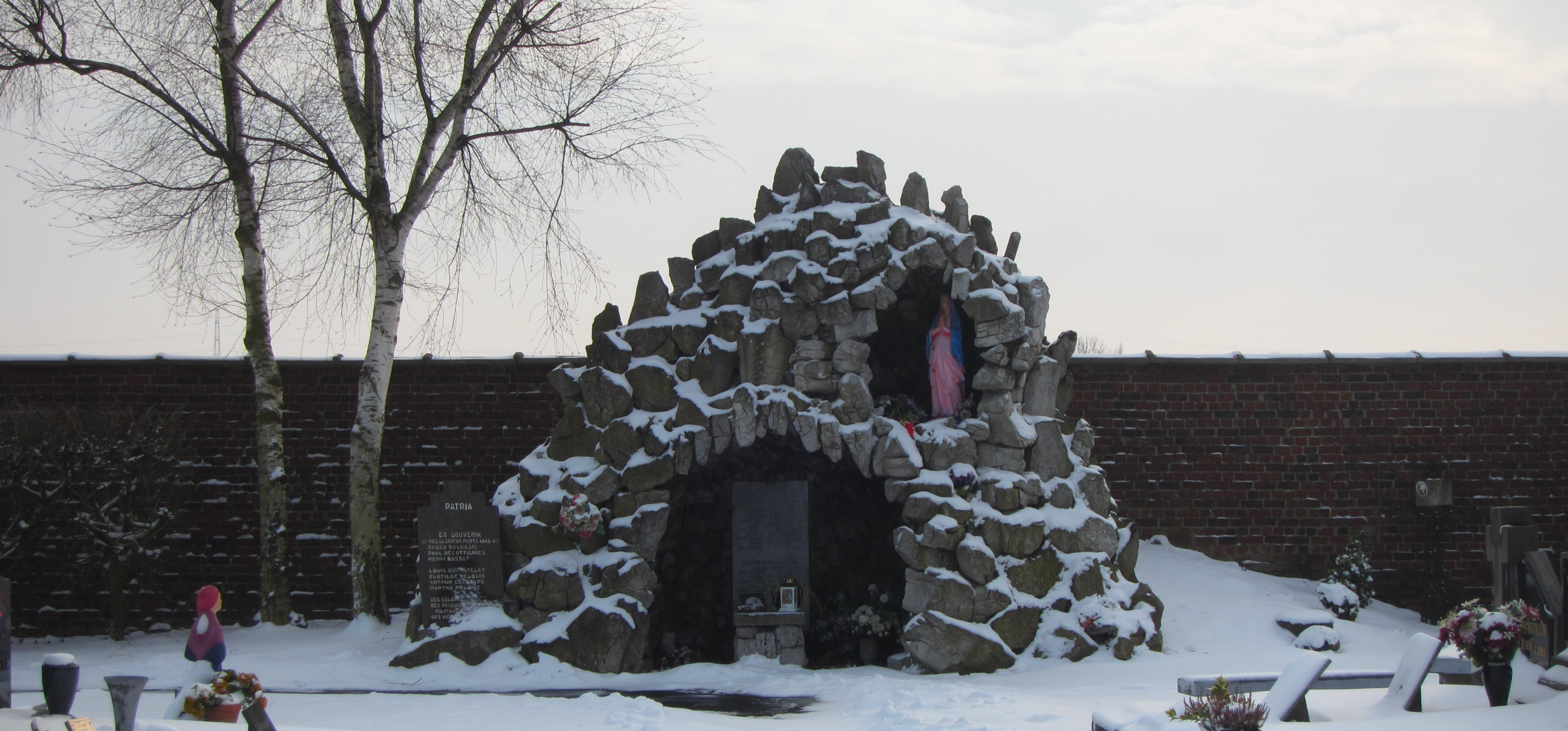
La grotte.
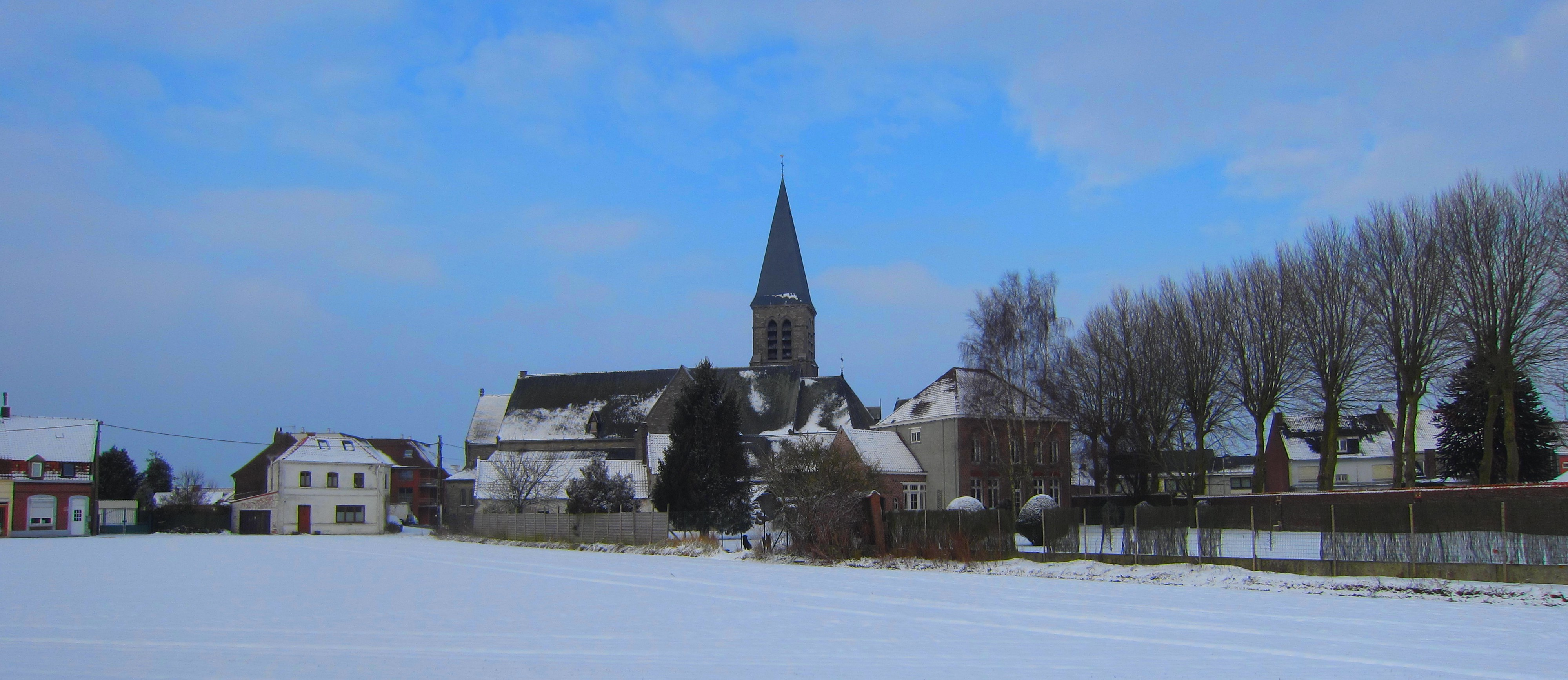
Néchin sous la neige.
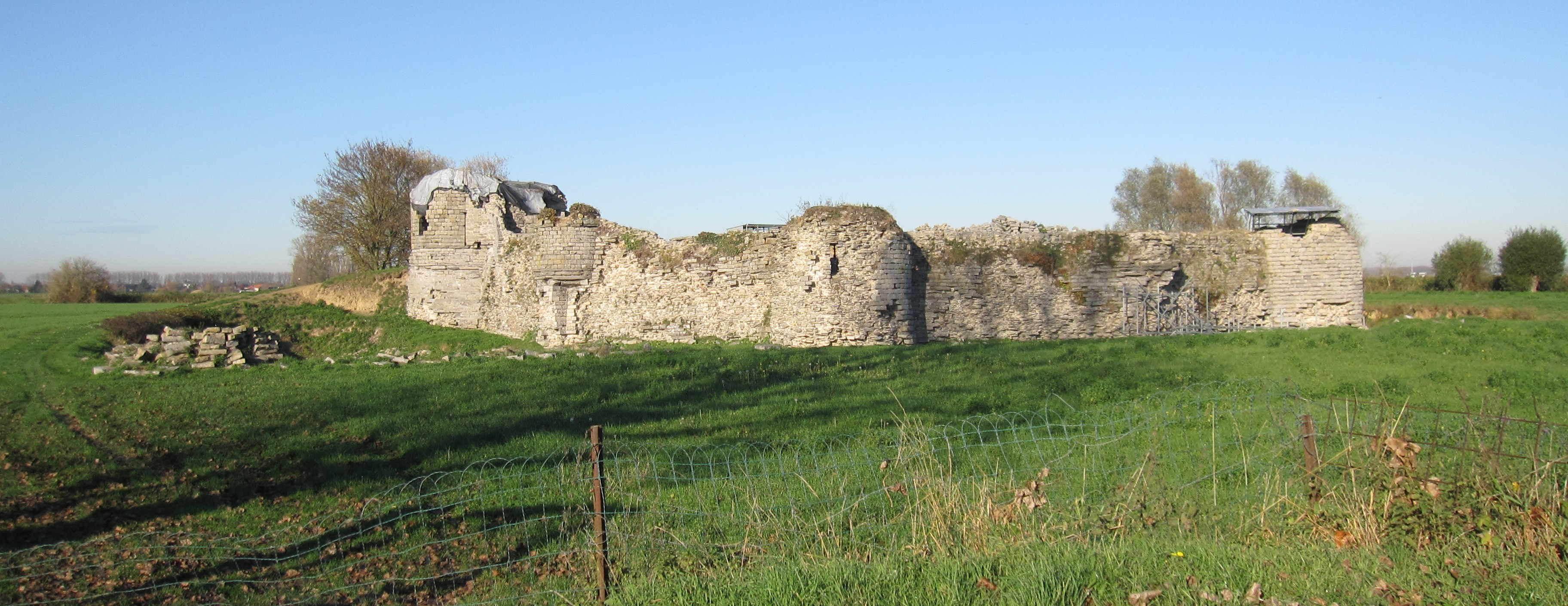
Le château de Néchin.

## Habitants célèbres
Un certain nombre d'habitants d'origine française se sont installés dans cette commune pour des raisons fiscales, notamment :
- Gérard Depardieu (date d'installation décembre 2012)[9],[10],[11] ;
- Famille Mulliez, dirigeant le groupe Auchan[12],[13],[14],[15] ;
- Francis-Charles Pollet, fondateur de Promod[16].